# Odontomacrurus murrayi
Odontomacrurus murrayi är en fiskart som beskrevs av Norman, 1939. Odontomacrurus murrayi ingår i släktet Odontomacrurus och familjen skolästfiskar. Inga underarter finns listade i Catalogue of Life.